# Westliche Marzellspitze
Die Westliche Marzellspitze (italienisch Punta di Marzèl Ovest) ist ein 3529 m (nach anderen Angaben auch 3526 oder 3520 m) hoher Gipfel im Schnalskamm in den Ötztaler Alpen. Der Gipfel liegt genau auf der Staatsgrenze zwischen dem österreichischen Bundesland Tirol und der italienischen Provinz Südtirol.

## Lage und Umgebung
Die Westliche Marzellspitze befindet sich grob in der Mitte des von West nach Ost verlaufenden Schnalskamms. Die benachbarten Berge im Gebirgszug sind im Westen der Similaun (3599 m) und im Osten die Mittlere Marzellspitze (3532 m). Die nach Süden abbrechenden Bergflanken, die Teil des Naturparks Texelgruppe sind, fallen zum Grafferner ab, nördlich erstreckt sich der Marzellferner.

## Alpinismus
Die erste bekannte Besteigung der Westlichen Marzellspitze geht auf Moritz von Statzer zurück, der den Gipfel begleitet von den Führern Alois Ennemoser und Gabriel Spechtenhauser am 30. September 1870 erreichte.
Die Westliche Marzellspitze ist nur als alpine Hochtour mit entsprechender Ausrüstung über Gletscher zu begehen.